# جيانكارلو فالابا
جيانكارلو فالابا (بالإيطالية: Giancarlo Falappa)‏ مواليد 30 يونيو 1963، هو متسابق دراجات نارية إيطالي. نافس في بطولة العالم للسوبربايك.

## روابط خارجية
- جيانكارلو فالابا على موقع WorldSBK.com (الإنجليزية)